# Criconema guernei
Criconema guernei är en rundmaskart. Criconema guernei ingår i släktet Criconema och familjen Criconematidae. Inga underarter finns listade i Catalogue of Life.